# Interprocesskommunikation
Interprocesskommunikation (inter-process communication (IPC)) är en rad olika tekniker som används för att skicka data mellan minst två trådar i en eller flera processer i ett operativsystem. Processerna kan köras på en eller ett flertal datorer ihopkopplade via ett nätverk. Metoderna som används inom IPC varierar beroende på krav och tillgång på bandbredd mellan trådarna och vilken fördröjning som kan accepteras.